# Paul Helminger
Paul Helminger, né le 28 octobre 1940 à Esch-sur-Alzette (Luxembourg) et mort le 17 avril 2021, est un homme politique luxembourgeois, membre du Parti démocratique (DP).

## Biographie
Membre de la Chambre des députés au sein du groupe politique libéral, il a été le bourgmestre de la ville de Luxembourg de 1999 à 2011.
De mai 2012 à sa mort, Paul Helminger est également le président du conseil d’administration de la compagnie aérienne Luxair. 
En janvier 2013, il devient aussi président du Conseil d'Administration de Cargolux, cette décision suscitant des polémiques.